# Timofiej Samsonow
Timofiej Pietrowicz Samsonow (Babij) (ros. Тимофей Петрович Самсонов (Бабий), ur. 27 kwietnia?/9 maja 1888 w guberni besarabskiej, zm. 1956 w Moskwie) – szef Wydziału Tajnego Czeki (1920-1923), zarządzający sprawami KC WKP(b) (1927-1935).

## Życiorys
W latach 1907–1918 członek Partii Anarchosyndykalistów, trzykrotnie aresztowany i zwalniany, w 1910 aresztowany i skazany na zesłanie na Syberię, w lipcu 1914 uciekł za granicę, w 1916 aresztowany w W. Brytanii i skazany na 6 miesięcy robót. We wrześniu 1917 wrócił do Rosji, w latach 1917-1918 członek Rady Czelabińskiej, 12 kwietnia 1918 aresztowany, wkrótce uwolniony, pracownik Oddziału Rejestracyjnego 3 Armii Frontu Wschodniego, 1919 szef Wydziału Specjalnego Czeki 3 Armii Frontu Wschodniego. Od 1919 w RKP(b), od maja do września 1919 szef Wydziału Specjalnego i członek Kolegium Moskiewskiej Gubernialnej Czeki, od września 1919 do września 1920 szef Oddziału Rejestracyjnego Sztabu Polowego Rady Wojskowo-Rewolucyjnej, od września 1920 do 25 maja 1923 szef Wydziału Tajnego Czeki Rosyjskiej FSRR/GPU NKWD RFSRR/OGPU ZSRR. W latach 1923–1924 zastępca szefa Kolei Białorusko-Bałtyckiej, w latach 1924-1927 szef wydziału Najwyższej Rady Gospodarki Narodowej ZSRR, w latach 1927-1935 zarządzający sprawami KC WKP(b), w latach 1935-1936 dyrektor studia filmowego "Mieżrabpomfilm", w latach 1936-1938 zarządzający sprawami Komitetu Wykonawczego Międzynarodówki Komunistycznej, w 1938 aresztowany, następnie w  1940 zwolniony. W latach 1941–1945 dyrektor moskiewskiej fabryki, w latach 1945-1955 kierownik wydziału i zastępca dyrektora Państwowego Wydawnictwa Literatury Politycznej, następnie na emeryturze. 16 lipca 1921 odznaczony Orderem Czerwonego Sztandaru.